# Tribale (singolo)
Tribale è un singolo della cantante italiana Elodie, pubblicato il 10 giugno 2022 come terzo estratto dal quarto album in studio OK. Respira.

## Descrizione
Il singolo è scritto da Eugenio Maimone, Federica Abbate, il duo Merk & Kremont, Jacopo Èt, Leonardo Grillotti e dalla stessa Elodie, divenendo il primo brano in cui compare come autrice.
La cantante ha dichiarato di essersi ispirata sia nelle sonorità che nelle atmosfere a Festival del 2002 di Paola & Chiara. Tale fatto è stato descritto dal duo come un «omaggio», e visto dalla critica specializzata come uno dei fattori che hanno riacceso l'attenzione sulla discografia del duo.

## Promozione
Il 29 maggio 2022 la cantante ha rivelato la pubblicazione del singolo in occasione di un'intervista con Fabio Fazio al programma Che tempo che fa. Il 9 giugno 2022, in occasione dell'evento dell'emittente radiofonica Radio Zeta Future Hits Live 2022 - Il Festival della Generazione Zeta, Elodie ha cantato il brano per la prima volta.

## Accoglienza
Tribale è stato accolto positivamente dalla critica specializzata. Fabio Fiume di All Music Italia, pur notando che «nessun suono è originale», paragonandolo a Festival di Paola & Chiara del 2002, è rimasto piacevolmente colpito «passaggi musicali che comunicano il senso esotico ed animale», con un «buon risultato finale, però senza alcuno sforzo ulteriore».
Vincenzo Nasto di Fanpage.it scrive che il brano sia «un tributo musicale ai tormentoni estivi pop degli anni 2000» e che porti un «invito alla riscoperta degli istinti animali, delle ragioni illogiche per cui siamo spinti verso una persona».

## Video musicale
Il video è stato reso disponibile in concomitanza con il lancio del singolo attraverso il canale YouTube della cantante. Il filmato è stato diretto da Attilio Cusani e girato a Napoli, precisamente presso il Centro Direzionale e sulla spiaggia di Coroglio.

## Tracce
Testi e musiche di Elodie Di Patrizi, Federica Abbate, Jacopo Èttorre, Federico Mercuri, Giordano Cremona, Eugenio Maimone e Leonardo Grillotti.
Download digitale – 1ª versione
1. Tribale – 2:42

Download digitale – 2ª versione
1. Tribale – 2:42
2. Tribale (Extended) – 3:41

## Classifiche

### Classifiche settimanali
| Classifica (2022) | Posizione massima |
| ----------------- | ----------------- |
| Italia            | 13                |

### Classifiche di fine anno
| Classifica (2022) | Posizione |
| ----------------- | --------- |
| Italia            | 51        |

## Riconoscimenti
- Videoclip Italia Awards
  - 2023 – Candidatura al miglior styling[18]
  - 2023 – Candidatura al migliore make-up & hair